# 男色ディーノ
男色ディーノ（だんしょくディーノ、1977年5月18日 - ）は、日本の男性プロレスラー、俳優、ライター、セミナー講師。DDTプロレスリング所属。広島県豊田郡瀬戸田町（現：尾道市）生口島出身。血液型B型。リングネームは漫画「魁!!男塾」のキャラクター男爵ディーノに由来する。芸能活動においてはオスカープロモーションとタレント・マネジメント契約を結んでいる。また本人曰く「ゲイムと声のお仕事は4Gamerを通して」とのこと。

## 経歴

### 2002年以前
小中高とサッカーをやっており（DDTでのサッカーマッチにてその頃身に着けたテクニックを垣間見ることが出来る）、小中でのサッカー部のキャプテンには元プロサッカー選手の金本圭太がいる。
大阪学院大学経営科学部卒。同校の学生プロレス団体OWF（大阪学院大学プロレス研究会）に入団以来、現在まで同じリングネーム、キャラクターを貫いている。デビュー戦では本名でリングに上がっていたが、1回生の学園祭シリーズを前に先輩から男色ディーノと命名された。当初はリングネームとは裏腹にストロングスタイルを標榜していたが、試合を重ねるにつれてゲイキャラクターを身につけていった。学生時代はプロレスに打ち込むあまり留年に留年を重ね、支払った学費の総額から「ミスター1000万」の異名を取った。

### 2002年 - 2008年
1月8日のタイガーハート戦をもって学生プロレスを引退、同年CMAプロレスリングに入団。葛飾区金町地区センターで行われた、対高田慎一対SHURA対虎龍鬼対ジャンクハンター吉田対安倍健治戦でプロデビューを果たした。プロデビュー当初はプロレスだけでは飯が食えず、同団体所属レスラーのジャンクハンター吉田が経営する編集プロダクションに入社し、テレビゲームの知識を生かしてファミ通Xbox、ゲームラボ、映画秘宝、宝島社のPC関係ムックなどで雑誌ライター業をこなした。2018年現在もPCゲームの情報サイトである「4Gamer.net」で連載記事「男色ディーノのゲイムヒヒョー ゼロ」を執筆している。
CMAプロレス退団後、DDTプロレスリングに移籍。そのキャラクターのユニークさからプロレスリング・ノア、ZERO-ONE MAX、大日本プロレス、新日本プロレスなど他団体のリングにも次々登場し、プロレス界で異彩を放つ人気レスラーとなっていった。中でも2005年の6・17後楽園ホール大会ZERO-ONE大森隆男との「GAY世界ア○ル級初代王座決定戦」はディーノの出世作となる名勝負で鈴木健から評判を聞いた藤田和之はその週の週刊プロレスと週刊ゴングを衝動買い、金沢克彦は解説中に爆笑するという失態を演じてしまった。

### 2009年
8月23日、両国国技館で行われた「両国ピーターパン 〜大人になんてなれないよ〜」にて、当時保持していた以下5冠、
- DDT EXTREME級王座
- 大森夢フェア認定世界大森級王座
- 大中華統一四川流無差別級王座
- 梅村パソコン塾認定世界コピー&ペースト級王座
- DJニラ認定世界および史上最高級王座

およびマサ高梨が保持していた以下4冠
- GAY世界アナル級王座
- JET世界ジェット級王座
- 世界ミッドブレス級王座
- DJニラ認定世界および史上最強級王座

との9冠統一戦に勝利して史上初の9冠同時戴冠を達成する。
12月22日と23日に新日本プロレス主催で行われたSUPER J-CUP（本人曰く『SUPER ゲイCUP』）に初出場。初戦の邪道戦では新技、ゲイ道クラッチで大金星を挙げる。当初の目的であったプリンス・デヴィット戦ではデヴィットの唇を奪うことには成功した。

### 2010年
1月10日、今池ガスホール大会を体調不良で欠場しDDT EXTREME級選手権を返上。2月11日、石川修司の持つKO-D無差別級選手権に挑戦するも、王座奪取ならず。3月27日、アイアンマンヘビーメタル級をマサ高梨より奪取。再び9冠王者となる。その後4月21日に安部行洋に奪われるも直後に奪還する。5月5日、ZEPP NAGOYA大会にてDDT EXTREME級選手権を王者GENTAROより奪還に成功。これにより史上初の10冠王者となった。6月5日、DDT直営のスポーツバー「ドロップキック」で行われていた「高梨エイド」で泥酔して眠りこけているうちにマサ高梨にアイアンマンヘビーメタル級を奪われ再び9冠に転落。
7月25日の『両国ピーターパン2010 〜夏休み ああ夏休み 夏休み〜』に向け、同時期にゲイレスラーとして、また学生レスラーとして活躍したもの同士としてレイザーラモン・HGとの対戦を熱望。これに対してRGは、HGの怪我が完治していないこと、引退宣言をしていることを理由に相方を出場させることを拒絶するが、HG本人がディーノの熱意に押される形で受諾。RGを加えてのハンディキャップマッチが行われ、最終的にディーノがHGの古傷である膝を狙い膝十字固めで勝利した。
8月29日、後楽園ホール大会で、高木三四郎＆澤宗紀の「チーム変態大社長」の持つCMLL認定KO-Dタッグ選手権に越中詩郎をパートナーとして挑戦。(試合はMIKAMI＆タノムサク鳥羽組を加えた3Way)高木にゴッチ式男色ドライバーを決め勝利。再び10冠王者となる。

### 2011年
7月24日、『両国ピーターパン2011〜二度あることは三度ある〜』にて念願のボブ・サップと1ラウンド3分特殊ルールマッチ（1ラウンドごとに股間攻撃禁止ラウンドと解禁ラウンドを繰り返す）で対戦。男色殺法でサップを怯えさせ、ゲイ道クラッチで勝利。8月28日、大石真翔・飯伏幸太とほもいろクローバーZを結成、後にKUDOもメンバーに加わる。

### 2012年
1月29日、後楽園ホール大会で、KUDOのKO-D無差別級ベルトに挑戦。ほもクロZ同門対決を新技男色トルネードで制し、5年9ヵ月ぶりのKO-D無差別級王座戴冠。

### 2013年
ほもいろクローバーZ解散。その後は大石真翔と彰人の3人で活動。

### 2014年
彰人との決別によりしばらくの間は大石と2人で活動中だったが、勝俣瞬馬が加わり新ユニット男方神起を結成する。

### 2015年
3月29日、スーパー・ササダンゴ・マシンと組んで挑戦したKO-Dタッグ選手権の試合中にスキンヘッドを披露。この試合以降はいつものゲイスタイルから新崎人生のお遍路スタイルに変え男色人生の名で活動していたが、5月17日に名古屋国際会議場にて行われた新崎人生本人との対戦が実現。試合後に新崎が自分のスタイルで試合をすることをやめてほしいと願い出て、新崎からキスを受けるといつものディーノに戻った。

### 2017年
8月21日、新宿御苑のDDT事務所にて8月20日に行われた両国国技館大会の一夜明け会見。会見には全権・コントラ・結婚マッチで高木三四郎に勝利し、プロデューサーとなった男色ディーノが登場。KO-D10人タッグ王座について、ディーノは王者組のLiLiCoやレディビアードのスケジュール面を考え、今後は王者組の5人のうちリーダーを含む3人以上のメンバーがいれば、他のメンバーを加えて防衛戦を行っても良いと発表した。8月25日に新宿FACEで行われたエニウェアフォール6人タッグマッチでは石井慧介と岩崎孝樹の3人タッグでHARASHIMA、高尾蒼馬、宮本裕向の3人タッグと対戦。11分8秒体固めでHARASHIMAが岩崎を体固めに仕留め、ディーノ組は敗北となった。この試合ではディーノは縦横無尽に会場を走り回り、HARASHIMAも下剋上したい岩崎をカウンター席での蒼馬刀というフィニッシュでねじ伏せた。ディーノも選手としては「個人としてはプレーヤーの欲がなくなったわけじゃない」とキッパリ。工場でのタッグ王座戦に向け「DDTを変えると、イメージを変えるというのに真っ先に必要なのは、今までとチャンピオンが変わるということなのよ。そういう意味ではまた私が新しくベルトを取ってイメージを変える」と宣言した。
9月20日、宮地鉄工所での工場プロレスで高木三四郎とタッグを組みHARASHIMA・丸藤正道組の持つKO-Dタッグ選手権試合に挑むも、フォークリフトを使用しての不知火により敗戦。

### 2018年
3月25日、DDT両国国技館大会にて、この試合を以て長期欠場に入るグレート・ムタと6人タッグで対戦。ディーノの尻にムタが毒霧を放つ等互いの世界観をぶつけ合うが試合に敗戦。試合後「勝ち逃げは許さない。次はシングルで勝負よ」とムタのリング復帰と再戦を誓った。
6月24日、DDT後楽園大会にてKO-D無差別級王者である入江茂弘からディーノのプロデューサー体制を批判される。
8月14日新木場1stRING･DDTLIVE!マジ卍内にて入江茂弘の試合終了直後に里村明衣子が挑戦表明した所に割って入り、その場でいつでもどこでも挑戦権を使用し勝利。6年半ぶりとなるKO-D無差別級王座を戴冠。このベルトの為にプロデューサーになった事を告白しプロデューサーを辞任。
8月28日新木場1stRING･DDTLIVEマジ卍内にて里村明衣子とのKO-D無差別級王座戦に敗れ王座陥落、女子初の同王座戴冠を許してしまう。

9月23日、DDT後楽園大会にて王者里村・ディーノ・入江茂弘の3名によるKO-D無差別級サバイバル3Wayマッチを行い勝利。KO-D無差別級王座に返り咲く。

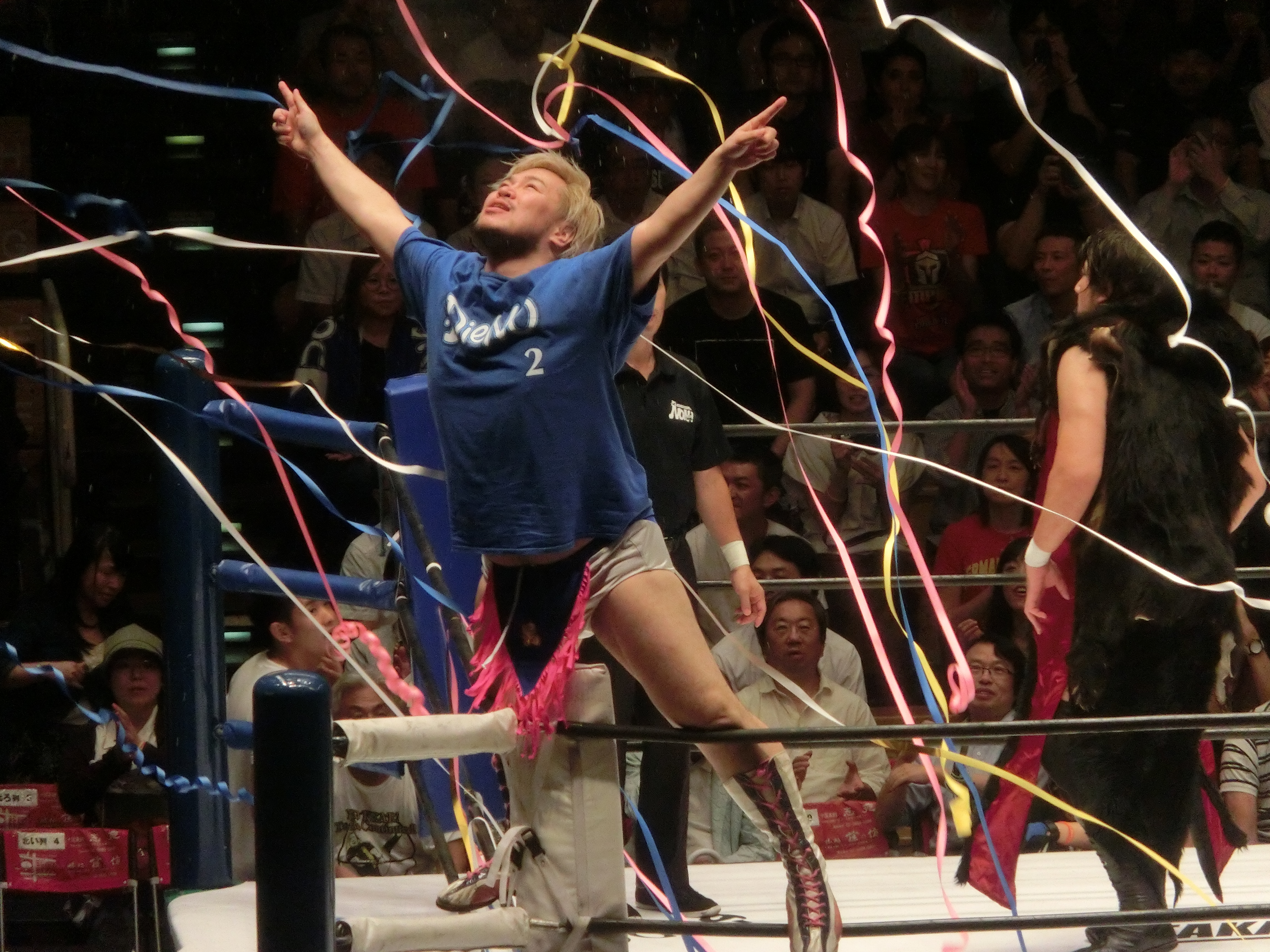
TAKAYAMANIA（2018年）でのディーノ

### 2021年
8月23日、飯野雄貴とタッグチーム「フェロモンズ」結成を発表。あわせて、リングネームの男色“ダンディ”ディーノへの改名を発表。

### 2023年
フェロモンズが10月9日に解散し直後の3試合は男色殺法に免疫が出来たと通じずスランプに陥るも10月22日に秋山準、岡田祐介と組んで彰人、樋口和貞、大石真翔と組んで戦うはずが岡田が生理的に受け付けず急遽岡田と大石を交換してのトリオが思いのほか息が合い、それぞれの頭文字を取った新ユニットD.O.A（Dead Or Alive）を結成。勢いそのままにD.O.Aで11月16日にKO-D6人タッグ選手権を獲得。

## 人物
- 大学時代から一時中断した時期を挟みつつも、一貫してゲイレスラーのキャラクターで活動している。
- 色白で、プロレスラーらしからぬもっちりした腹回りをしている。
- 使用する技の大半が自分の股間を押し付けたり相手の体をまさぐるものであり、肉体的よりも精神的なダメージで対戦相手を追い込むことを得意とする。コスチュームはMEN'Sテイオーのそれに酷似しているが、決定的に異なるのは股間の部分に大きく「男」とプリントされている点である。
- 入場時には毎回観客席に乱入し、「好みの男性客を物色してディープキスをお見舞いする」「女性客を殴る」「逃げまどう客にカルピスをぶちまける」「客の被っている帽子を取り上げて投げる」などのパフォーマンスを敢行する。フェロモンズ時代は活動期間が新型コロナウィルスが流行していた時期でもあった為、『ダンディー』という理由で観客席へは行かずまっすぐリングに上がっていた。
- 「親にバレたら引退」とブログにて表明していたが[9]、2006年7月1日の地元広島大会にて両親にプロレスラーであることを知られてしまう。同年8月のDDT主催・ビアガーデンプロレスにおいてサプライズゲストとして出場した実母・八重子から事実上の了承を得た[10]。その八重子は2017年8月20日両国国技館「両国ピーターパン2017」に於て高木三四郎のウエポンとして登場。実の息子のラリアットをかわしディーノにリップロックを決めている[11]。
- レスラーの中では藤田ミノルがお気に入りで、2006年1月の新木場大会においては当初日高郁人・藤田組VSディーノ・ランジェリー武藤組というカードが組まれていたが、勝利者チームにリゾートホテルのペア宿泊券が贈呈されるという言葉にディーノが欲情し、新木場コミッショナー（崔領二）との協議の結果、クジでパートナーを決定するという異例の「タッグパートナー組み直し」が行われた。
- GPWA新プロレス連盟第1回大会では、CS放送（それも日本テレビ系列の日テレG+での）生放送中にもかかわらず入場時に実況席の蛯原哲にキスをし（しかもその模様は地上波放送のプロレスリング・ノア中継でも流れている）、試合中も何も恐れずいつも通りの戦い(?)を見せ、更にはKUDOと5分以上にわたるディープキスを交わしたまま控え室に直行した。
- 透明人間（ミステロン）、ダッチワイフ（ヨシヒコ）相手にプロレスを行うなど、学生プロレス時代に培ったアイデアをDDTに持ち込むなどしている。
- 2008年のDDG（ドラゴンゲートとの合同興行）では、映画『転校生』さながらに望月成晃と人格が入れ替わった「男色成晃」（コスチュームは望月そのもの）になり、望月のファイトスタイルで望月（このときは望月ディーノ）と対戦。望月のキス攻撃に拒絶するという普段とは正反対の性格になった。
- SUPER J-CUPの初戦後、リング上にてレフェリーのタイガー服部に色目を使いつつ握手を求めたが、逃げられたのをさらに追いかけてともに退場した。ケンカ最強とも噂されるタイガーをも唖然とさせた。
- 同じくSUPER J-CUPにてそのファイトスタイルに山本小鉄が激怒（山本は下ネタや「ふざけている」ように見えるプロレススタイルを極端に嫌ったことで有名だった）。2回戦にて山本小鉄に襲いかかろうとしたがセコンド陣が本気で制止。コレに関してディーノは「（『ディーノのストロングスタイルとは？』）私が追い求めても仕方が無いものと思ってるわ。私のやり方でやるしかない。だから、ストロングスタイルの中に私がいて、初めて際立つということが手応えとして分かったの。私はこれで『J-CUP』の1回戦を突破して、第7回の優勝候補に名乗りを上げる予定の男色ディーノよ。（山本）小鉄さんがなんだって言うの。小鉄さんのやり方で行き詰ったから、今こんなにいっぱい団体があるんじゃない。私のような生き方も許されると思うわよ」と語った。
- 2011年10月4日放送の『ロンドンハーツ』の企画「全国のオネエが本気で選んだ付き合いたい芸人GP」では、ケンドーコバヤシに投票している。
- 2012年2月16日、TBSラジオのザ・トップ5に出演し、自身の必殺技のトップ5発表の模擬試合を生放送のスタジオ内で行った。対戦相手は元・学生プロレスチャンピオンである番組プロデューサー・橋本吉史だったが、途中交代した番組パーソナリティであるTBSアナウンサー（当時）・小林悠に男色ナイトメアを決めて失神レフリーストップ状態で試合に勝利した。この後、小林より「一流のプロレスラーはホウキを相手にしてもプロレスができると聞いたことがあるんですけど、本当にそうなのかな？」とふられ、たまたまスタジオ内にあった竹箒を相手に対戦し、竹箒の背骨骨折によるドクターストップによりこれも勝利した。[12]
- 2012年3月9日、FIGHTING TV サムライで放送されている「速報!バトル☆メン」において、同番組の金曜日のキャスターである元井美貴に対して得意技である男色ドライバーをかけた。本放送では持ち上げられるところまでで終わっているが、実際にはしっかりと技をかけていた[13]。
- コンピューターゲームに対する造詣があり（かつて「カルドセプト」の公式全国大会で優勝した経歴も持っている）、前述の通り4Gamer.netで連載を持っている。4Gamer代表としてサッカーゲームなどの大会に出場することもある。その縁もあり、サカつく プロサッカークラブをつくろうにはディーノが選手として登場している。また、ウイニングポスト8 2016では、「競馬を愛する皆様が考案した夢のスーパーホース」の企画で、自身の得意技である男色ドライバーを競走馬に名づけた。ただし、自身がレスラーであるにもかかわらず格闘系のゲームが苦手であるため（全くやる気になれなかったらしい）、基本的に格闘ゲームに関しては記事を書かない。
- 2015年1月1日付けでオスカープロモーションとタレント・マネジメント契約を結び、同年3月25日放送のテレビ東京開局50周年記念特別企画のドラマ「松本清張 黒い画集 -草-」に警備員役として出演し俳優デビューを果たした。
- 2017年にはガンホー・オンライン・エンターテイメントのPlayStation 4向けゲーム『LET IT DIE』で声優デビューを果たした[3]。
- 2019年11月22日、テレビ朝日ドラマ「時効警察はじめました」第6話にHARASHIMA、佐々木大輔と共に出演した。
- マイクアピールは天才的なセンスを持っており「プロレス脳がすごい」「正論や理詰めで語るようになると誰も勝てない」と言われている。[14]
- 趣味はゲームで、1日に多い時は10時間以上、平均でも4〜5時間ほどプレイする。自身の好きなPlayStation 4のアクションゲームランキングにはディアブロ III リーパー オブ ソウルズ アルティメット イービル エディションをあげている。[15]
- 2022年9月に保護犬譲渡会にて白の柴犬（当時7ヶ月）を迎え入れ、「ハク」と名付けて飼育している[16]。ハクはしばしば試合会場に来場することがあり、ディーノ自身の興行においては飼い主であるディーノと坂井を抑え勝利した経験を持つ[17]。

## 得意技
相手に肉体的ダメージを与えるより、ディーノも「ゲイレスラー」の異名の通り「股間を掴む」「身体中をまさぐる」「自らのタイツを1枚脱いで攻撃する」等、相手の精神に苦痛を与える戦法を得意としている。団体によっては反則裁定を受ける事もあるが、ディーノはお構い無しにレフェリーに抗議する事もある。なお、得意技の中にオリジナルの技から男色流にアレンジしたものも多い。
男色ドライバー
相手の顔を三重に履いたタイツとタイツの間に入れてのドリル・ア・ホール・パイルドライバー。ディーノのフィニッシャーで、改良型の生男色ドライバー（相手の顔をタイツと素肌の間に入れる）、真・男色ドライバー（相手の股間を添えつつゴッチ式に抱える男色ドライバー）、ツームストーン式の男色ドライバー2等も存在する。
漢固め
男色ドライバーで落とした後、股間で相手の顔を抑える押し付け式体固め。男色ナイトメアを妨害するとそのまま倒れて漢固めとして押さえ込む。
男色デストロイ
カナディアン・デストロイヤーの男色バージョン。
男色ナイトメア
「ナイトメア!」の掛け声の後、仰向けになった相手の顔の上でタイツを脱いでのスクワットによる精神攻撃。タッグマッチではたまに攻撃されて相手の顔面にお尻を押し付け、結果的にカウントを取ることも。バリエーションとしてすべてのタイツを下ろすファイナル男色ナイトメア、大石真翔がパロスペシャルで固定した相手にライオンプッシュアップの要領で尻を押し付ける男色ナイトメア3D、サードロープを枕にした相手に対して自らもサードロープに立ち足でロープを揺らしつつ反動を用いて連続して相手の頭を尻に近づける男色ナイトメアVR、サードロープ下にあおむけに倒れた相手に対してサードロープに乗った状態から高い落差で尻を近づける男色ナイトメア4Kも存在する。
地獄門
トップロープまで上った後にバックのまま座りつつタイツを降し、Tバックになる。その後でハンマースロー等で振られてきた相手はTバックの尻に顔面が喰い込まれ、一時的に窒息状態となる。3人以上の試合でしか使えない技である。ディーノは一度地獄門に入るとなかなか技を解かない。その為、その間味方がローンバトルを強いられたり、放置されたまま試合が終わる、乱戦の間一人コーナー座り続けたまま全く相手にされないという事もある。
リップロック
いわゆるキス。長い間していると相手の意識が落ちることがある。会場からはスリーパーホールドのように「落とせ」コールが起こる。呼吸器を塞ぐ技だがなぜか反則にならない（唇に関節技を掛けていると見なされる）。直接使うタイプと突進しながら使うタイプがある。
男色クロー
相手の股間を掴む。スピニング・トーホールドやインディアン・デスロックのような技など多彩なバリエーションがある。
男色スープレックス
男色クローから自ら倒れ込みつつ相手を投げる。タッグマッチ等では2人を片手ずつの男色クローで掴み、そこから投げる事がある。
男色スクリュー
男色クローからドラゴンスクリューのように回転して投げる。
男色ペティグリー
タイツの中に相手の顔面をうずめた状態からのペティグリー(ダブルアーム式フェイスバスター)。
男色スパイダー
スパイダージャーマンのように相手と自分をコーナーに座らせ、自分は逆さになり、下で倒れている別の相手の股間を触る。
男色回転体
序盤で相手の上で腹を軸にして回転するあまり意味の無い技。回転した後は体のあちこちを弄る。田村潔司のUスタイルにちなみ「ゲイスタイル」と呼ばれる。
男色満員電車
相手の尻を後ろからさり気無く触る。タッグ戦ではカットする時にすることもある。
男色列車
座りこんだ相手にタイツを下ろした状態で突進し、リング上を往復しつつ前後から股間をあてがう。
あてがい
コーナーで攻撃を受けて座っている相手に股間を押し付ける。
シャイニングあてがい
旧名：シャイニングチンザード。シャイニング式のあてがい。現在はこちらが正調のあてがいになっている。
619式あてがい
セカンドロープに相手の上半身をもたれさせた状態で、助走をつけてロープに駆け寄りトップロープとセカンドを掴んでジャンプし両足をロープの間をくぐり抜ける様に回転させて相手の顔面に股間を押し付ける技。619とは、WWEのレイ・ミステリオの「619」より。
コックボトム
相手の片手をタイツの中に入れてのロック・ボトム。その直後に男色ナイトメアをすることが多い。
パイプカッター
相手の股間を掴んでダイヤモンド・カッターのように落とす。
男色スタナー
相手の股間を掴んでスタナーのように叩きつける。
コンプリート♂ショット
相手の股間を掴んでのコンプリートショット。
マ・ラヒストラル
ラ・マヒストラルで抑えて手で股間を掴む。
ファイト一発!（男色バージョン）
「ファイト!」の掛け声と共に相手の顔面を殴り、「一発!」の掛け声で股間で後ろを向いた相手のお尻を突く。その後相手はコーナーポストまで吹っ飛ばされフラフラになり、振り返ったところで男色ドライバーをくらうハメになる。
男色ベアハッグ
フライング・メイヤーで相手を投げ、「死ねー!」と言い、座った状態の相手の後ろから組み付き身体をまさぐる精神的攻撃。
ダブル・リストロック
ディーノの隠れた得意技。一時期この技でマッスル坂井と抗争を繰り広げていた。ディーノの場合は下からかける。
ダイビング69
お互いの顔が股間に当たるように落ちるダイビング・ボディ・プレス。
スウィート♂チン（スイちん）
股間へのスウィート・チン・ミュージック。
アルゼン♂チン（アルゼンちん）
股間を掴んでのアルゼンチン・バックブリーカー。
カリ4の字
股間を掴みながらの腕4の字固め。
垂直落下式ブレーンバスター
前述の通り、非常に特殊な試合をするディーノも極希に（猪俣潤の引退試合など）厳しい攻撃をすることがあり、その際に連発で出す。最近は、通常の試合で出すこともある。
スナップ・スープレックス
主に男色ナイトメアの布石として使用。
夜の蒼魔刀
HARASHIMAとのKO-D無差別級選手権で披露。シャイニングあてがいの蒼魔刀バージョン。
俺ごと掘れ
グレン“Q”スペクターとの合体技。パートナーの「俺ごと掘れー!」の掛け声と共に相手の背後に取り付いた状態のパートナーごとファイト一発をする。ゲイであるグレン以外では成立しない技なので、もう出ないと思われていたが、2006年5月4日にゲイになれるサングラスと帽子の力でゲイになったミラノコレクションA.T.とのタッグで久しぶりに出した。元ネタは、OH砲の合体技「オレごと刈れ」。2017年の年越しプロレスではパートナーの橋本大地に掘らせる形で使用。
殺人WARスペシャル / リバース
「リバース」はタイツを下ろし正面から抱擁する精神攻撃。矢郷良明の殺人コブラツイストに対抗して開発された。
フットスリーパー / リバースフットスリーパー
足を使ったスリーパーホールドで、いわゆる首四の字固め。象を3日眠らせる威力があるという。リバースだと、相手の顔に股間が当たる。
スライディングD
田中将斗の得意技である「スライディングD」は、助走をつけて滑り込み相手の顔面に肘を叩きこむが、こちらは滑りこんでリップロックを叩きこむ。この技のDは「Deep Kiss」のD（田中の技のDは「Dangan Elbow」のD）。
ホモイェ
中邑真輔の得意技である「ボマイェ」は、助走をつけて相手の顔面に膝を叩きこむが、こちらは助走をつけて顔面に股間を叩きこむ。ディーノの場合は、繰り出す前に「ボマイェ!」の掛け声とポーズを行う時やタイツを1枚脱いでから繰り出す時もある。
レインボーメーカー
オカダ・カズチカの得意技である「レインメーカー」は（原形として）、 ジャーマン・スープレックスの要領で相手の腰に手を回し、左手で掴み取った相手の右腕を引っ張った勢いで体を向き合わせ（ここまでの一連の流れを「レインメーカー式」と称される）、自身の右腕を相手の喉元に目掛けてアックスボンバーで叩き付けるのに対し、ディーノの技はレインメーカー式の流れからディープ・キスを仕掛ける。
ゲイ道クラッチ
外道の外道クラッチと同形ではあるが、ディーノの場合は入る前に一枚脱ぐ。SUPER J-CUPでの邪道戦で初披露。
ラ・ゲイ道クラッチ
ラ・マヒストラルの形で入り、途中からゲイ道クラッチで固める。
男色フランケンシュタイナー
あらかじめ一枚脱ぎ、一度股間を当ててから放つ雪崩式フランケンシュタイナー。プリンス・デヴィット戦で初披露。
ムーンサルトプレス
連発する際はタイツを一枚ずつ脱ぐ。「ゲイ初の月面着陸」「月に虹が架かった」などと形容される。石川修司戦において「コンバット男色殺法」スタイルで披露した。ほもいろクローバーZ時は百田夏菜子（ももいろクローバーZ）にちなみ「リバースえび反りジャンプ」と呼称。
ジロウクラッチ
男色ヴィーナス
CIMAとの対戦時に使用された技で「ヴィーナス」のアッパー掌打に対し、この技は相手の股間を下から撫でるような技。
カリクビプラズム
こちらも同じくCIMAとの対戦時に使用された技。左手で股間を、右手で腕を持ち、そのままアイコノクラズムの形で投げる。男色ヴィーナスの後に使われた。
男色トルネード
カンクーントルネード。KUDOとのKO-D無差別級選手権で初披露。
ホモゴェ
長座している相手の両手首を正面から掴み、相手の顔面に股間を叩きつける。
ストラングルホールドＰ
長座している相手の肩口に腰掛ける形で顔面に股間を押し付け、相手の両手首を掴んで自らの太腿を支点として相手の両腕を内側に絞り上げる。呼吸器と精神に大ダメージを与える技であるが、股間を相手の前にさらけ出す形になるため噛みつかれると脱出されるリスクがある。
神の右曲り
コーナーロープに横たえた相手へのジャンピングあてがい。元ネタは坂口征夫の「神の右ヒザ」。
Kiss My Ass
キル・スイッチ。
ディンゴボンバー
クローズライン。
子泣き式男色ドライバー
スーパー・ササダンゴ・マシンとの合体技。勝利のためなら悪魔と化してもいいと思ったササダンゴが妖福亭鶴瓶や妖ゐこやTK妖が所属する上方妖怪界の二大プロダクションの妖竹芸能に入社して妖怪子泣きじじいと化して2000kgになったササダンゴが男色ドライバーを決めにかかるディーノの背中におぶさりながら決める合体式の男色ドライバー。ディーノの体重105kgと子泣きじじいとなったササダンゴの体重2000kgを加えて合計2105kgのダメージを相手に与えることができる。試合ではディーノが患ってるヘルニアの影響もあり一回が限度の必殺技である。
メイコキラーII＜ホモ・ナシエンテ＞
吉野正人のソル・ナシエンテと同型
メイコキラーIII
足極め式首4の字固め
上記2つのメイコとは里村明衣子の事で、2018年の里村を相手に迎えるKO-D王座防衛戦に向けての新技。

## タイトル歴
DDTプロレスリング
- DDT EXTREME級王座（第5、9、11、13、23、26、29、37代）
- GAY世界アナル級王座（第2、5代） - ディーノによる自作ベルト
- 大森夢フェア認定世界大森級王座（第4代）
- 大中華統一四川流無差別級王座（第4824代）
- 梅村パソコン塾認定世界コピー＆ペースト級王座（初代）
- JET世界ジェット級王座（第3代）
- 世界ミッドブレス級王座（第2代）
- DJニラ認定世界および史上最高級王座（初代）
- DJニラ認定世界および史上最強級王座（第2代）

2009年8月23日のDDT両国大会において上記9王座の同時戴冠に成功して9冠を達成。
- KO-D無差別級王座（第21、38代、65代、67代）
- アイアンマンヘビーメタル級王座（第102、108、115、119、125、127、133、145、147、149、166、169、738、741、791、811、837、841、858、976、1213、1215、1358、1363、1369、1385、1389、1439、1476(アントーニオ本多、渡瀬瑞基、納谷幸男と共に)、1479、1481、1483、1516、1532、1536、1543、1634、1660、1662、1664、1667代）
- KO-Dタッグ王座（第15代：パートナーはグレン“Q”スペクター、第32代：パートナーは越中詩郎、第39代：パートナーは飯伏幸太、第60代：パートナーは高山善廣）
- IMGP世界ヘビー級王座（初代）
- KO-D6人タッグ王座（第5代：パートナーは大石真翔&佐々木健介、第7代：パートナーは大石真翔&アジャ・コング、第20代：パートナーはスーパー・ササダンゴ・マシン&大家健、第22代：パートナーはスーパー・ササダンゴ・マシン&KENSO、第44代：パートナーは飯野“セクシー”雄貴&今成“ファンタスティック”夢人）
- KO-D10人タッグ王座（第2代：パートナーは朱崇花&トランザム★ヒロシ&飯野雄貴&瑞希）

その他
- OWFヘビー級王座（第16、18代）
- OWFタッグ王座（第10代、パートナーはボビー・マクガイヤー）
- NWAタッグ王座（第7代）
- 世界レノマ級王座（第2代）
- UWA世界6人タッグ王座（パートナーはマサ高梨、佐藤光留）

## 入場曲
- スリル / 布袋寅泰
  - 2017年12月24日以降はネット配信に限り著作権フリーの入場曲に差し替えられている（会場内では差し替えなし）。
- THEME FROM FIREPOWER / ガトー・バルビエリ
  - DDT以前の学生プロレス時代に使用。スタン・ハンセンの新日本時代の入場曲。

## メディア出演

### テレビドラマ
- テレビ東京開局50周年特別企画 松本清張 『黒い画集－草－』（2015年3月25日、テレビ東京）
- 時効警察はじめました 第6話（2019年11月22日、テレビ朝日） - 土倉髑髏 役
- 警視庁ゼロ係〜生活安全課なんでも相談室〜 第5シリーズ（2021年6月4日、テレビ東京[19]） ‐ 城島バイソン 役

### 吹き替え
- ムタフカズ -MUTAFUKAZ-（2018年） - ガードマン 役[20]

### Webテレビ
- 真夜中のニャーゴ（2016年8月29日 - 、フジテレビ・ホウドウキョク） - 「真夜中の4Gamer」コーナーMC（レギュラー）[21][22]
- 橋本道場 負けて勝つ!（2016年8月27日 - 9月24日、ぽにちゃん）
- ぶらり路上プロレス（2016年12月 - 2017年5月26日、Amazonプライム・ビデオ） - 敵レスラーおよびぶらり旅人
- アーケードアーカイバー（2017年8月6日[23] - 、YouTube・ニコニコ生放送 ハムスター公式チャンネル）
- 72時間ホンネテレビ（2017年11月3日、AbemaTV）
- DDTの木曜The NIGHT（2017年12月8日 – 、AbemaTV）[24]  -  メインMC
- ONE DAY ♯28前編後編（2017年12月20日、AbemaTV格闘）
- DDT VS サイバーエージェント 路上プロレス-男色死亡遊戯-（2017年12月21日、AbemaTV）[25]
- 27Hunホンノちょっとテレビ（2018年1月1日、AbemaTV）
- 72Hunもうちょっとテレビ（2018年1月30日、AbemaTV）
- 妄想マンデー（2018年3月19日、AbemaTV）[26]
- 桃色♡ゲームチャンネル（2018年3月22日、AbemaTV）
- 恵比寿マスカッツ1.5真夜中のワイドショー（2018年3月23日、AbemaTV）
- 7.2 新しい別の窓[27] （2018年4月1日、AbemaTV・AbemaSPECIAL2）
- X The NIGHT 2周年記念SP（2018年4月29日、AbemaTV）[28]
- 革命的ショッピングバラエティ！ 買えるAbemaTV社（2018年5月10日、AbemaTV）[29]
- アベマ大縁日〜人気番組勢ぞろい！神宮花火大会生中継で豪華プレゼント大放出SP〜（2018年8月11日、AbemaTV） - The NIGHT代表[30]
- 7.2新しい別の窓（2019年1月1日[31] - 不定期出演、AbemaTV）
- Merry ボートレース GRAND PRIX（2019年12月22日、AbemaTV）[32]

## 著書
- イロモノの野望　透明人間と戦ってわかった自分の商品価値の上げ方(2022年12月28日、徳間書店) ISBN 978-4-19-865566-2